# Robert Capa
Robert Capa (født Endre Ernő Friedmann; 22. oktober 1913 i Budapest, Ungarn, død 25. maj 1954 i Thai Binh, Vietnam) var en berømt ungarsk-amerikansk krigsfotograf. I løbet af sin karriere deltog han i en lang række krige, som var med til at slå hans navn som krigsfotograf fast, og som desuden endte med at koste ham livet.

## Virke
Han forlod hjemlandet Ungarn i 1930 efter at være arresteret som venstreorienteret. Han ønskede at blive journalist, men fandt arbejde som fotograf i Berlin og blev fascineret af faget. Efter Hitlers magtovertagelse i 1933 fandt han det som jøde tryggest at flytte til Frankrig. Han ændrede også sit navn til Robert Capa, da han så en fordel i at have et nemmere, amerikanskklingende navn, også med tanke på ligheden med filmregissøren Frank Capras navn. (Cápa er ungarsk for haj.)
Han håbede at blive fotojournalist i Paris, men det gik dårligt. Han levede under kummerlige forhold, da den ungarske fotograf André Kertesz traf ham og hjalp ham med penge og opdrag. Kertesz var blandt de første til at benytte det lille Leica-kamera ved reportager, og den fidus videregav han til Capa.
Capa rapporterede fra en række krige: Den spanske borgerkrig, Japans invasion af Kina, anden verdenskrig i London, Nordafrika og Italien, D-dagen på Omaha Beach, befrielsen af Paris, anden kinesisk-japanske krig, den arabisk-israelske krig 1948 og Vietnam.
Ved begyndelsen af anden verdenskrig flyttede Robert Capa fra Paris til New York City for at finde arbejde og for at undgå forfølgelse fra nazisterne. Han fik arbejde for Collier's Weekly, der sendte ham til Europa som krigsfotograf. Efter at være fyret fra Collier's, fik han ansættelse som fotograf på LIFE Magazine, som han arbejde for frem til sin død. Som krigsfotograf deltog han bl.a. i den første amerikanske angrebsbølge på D-dagen. Efter at have fotograferet på livet løs, blev billederne sendt tilbage til redaktionen, hvor en overivrig mørkekammerarbejder kom til at udsætte filmen for så megen varme, at emulsionen begyndte at smelte, med det resultat at alle 72 negativer, på nær 7, blev ødelagt.
Efter at have deltaget i den spanske borgerkrig sammen med Gerda Taro, anden verdenskrig og Israels uafhængighedskrig, var han kortvarigt med ved Frankrigs krig i Vietnam, hvor han blev dræbt, da han trådte på en landmine.

## Om hans fotos
Capa blev amerikansk statsborger i 1946, og var i 1947 med til at grundlægge Magnum Photos, som hans yngre bror Cornell Capa blev medlem af, efter Roberts død i 1954.
Capas mest kendte billede er Falling Soldier (= Faldende soldat), som blev taget den 5. september 1936 ved Cordoba under den spanske borgerkrig. Billedet forestiller en hvidklædt republikaner, der segner om efter at være skudt. Det fik megen omtale, da en journalist påstod, billedet var arrangeret. Capas biograf Richard Wheland har imidlertid identificeret soldaten og fundet tidspunktet for hans død.
Capa arbejdede allerede i 1938 med farvefilm. På sin rejse i Norge i 1951 fotograferede han blandt andet en samefamilie. Andre farvefotos er fra den nyoprettede stat Israel. 
En kuffert indholdende 120 ruller film med i alt 3.500 fotos fra borgerkrigen dukkede i 1990'erne op, efter at have været forsvundet siden 1940. I 2008 købte New Yorks International Centre of Photography materialet, som efter scanning og kopiering vil blive offentliggjort.

## Eksterne links og kildehenvisning
- Magnum Photos
- PBS biography and analysis of Falling Soldier authenticity Arkiveret 21. marts 2007 hos  Wayback Machine
- Death of a Loyalist Soldier Arkiveret 13. marts 2005 hos  Wayback Machine, Spain, 1936.
- The D-Day photographs of Robert Capa Arkiveret 20. marts 2006 hos  Wayback Machine
- A biographical page regarding Capa Arkiveret 14. juni 2005 hos  Wayback Machine
- Robert Capa – portefolie hos Magnum Photos
- Hultquist, Clayton. “Robert Capa ~ Pictures of War.” Arkiveret 21. marts 2006 hos  Wayback Machine
- Photography Temple. “Photographer Robert Capa” Arkiveret 21. marts 2006 hos  Wayback Machine
- VNS. May 2004. “Photographers mark Capa’s passing”.
- International Photography Hall of Fame & Museum Arkiveret 27. september 2007 hos  Wayback Machine